# Parcul Național Utrechtse Heuvelrug
Parcul Național Utrechtse Heuvelrug este situat în regiunea deluroasă cu același nume, Utrechtse Heuvelrug, în provincia olandeză Utrecht.

## Descriere
Parcul Național Utrechtse Heuvelrug a fost creat în anul 2003 și este situat pe suprafață de 6.000 de hectare, în regiunea deluroasă, cu același nume, Utrechtse Heuvelrug. Cea mai mare altitudine a dealurilor din regiune este de 100 metri.
Peisajul se compune, în mare parte, din pădure. Sunt mai puține foioase decât rășinoase. Este un deal din nisip împădurit, datând dinaintea glaciațiunii.
Parcul național Utrechtse Heuvelrug este foarte utilizat de bicicliști și de cei amatori de drumeții. În parc există multe terenuri de camping, pensiuni și mici hoteluri. Turismul este îndreptat mai ales spre petrecerea timpului în calmul naturii. 
Proprietățile funciare importante de aici sunt, în afară de cele ale municipalităților și ale familiilor nobile, ale Asociației Monumentele Naturii „Vereniging mort behoud van natuurmonumenten” din Țările de Jos, precum și ale Fundației Peisagistice din Utrecht, „Ing piquer Het Utrechts Landschap”

## Animale
Printre animalele care trăiesc aici, putem întâlni căprioara, vulpea și jderul, care este rar.

## Alte amănunte
De la 1 ianuarie 2006, mai multe localități din regiune: Amerongen, Doorn, Driebergen-Rijsenburg, Leersum și Maarn, s-au reunit pentru a forma noua comună Utrechtse Heuvelrug. 

## Galerie de imagini

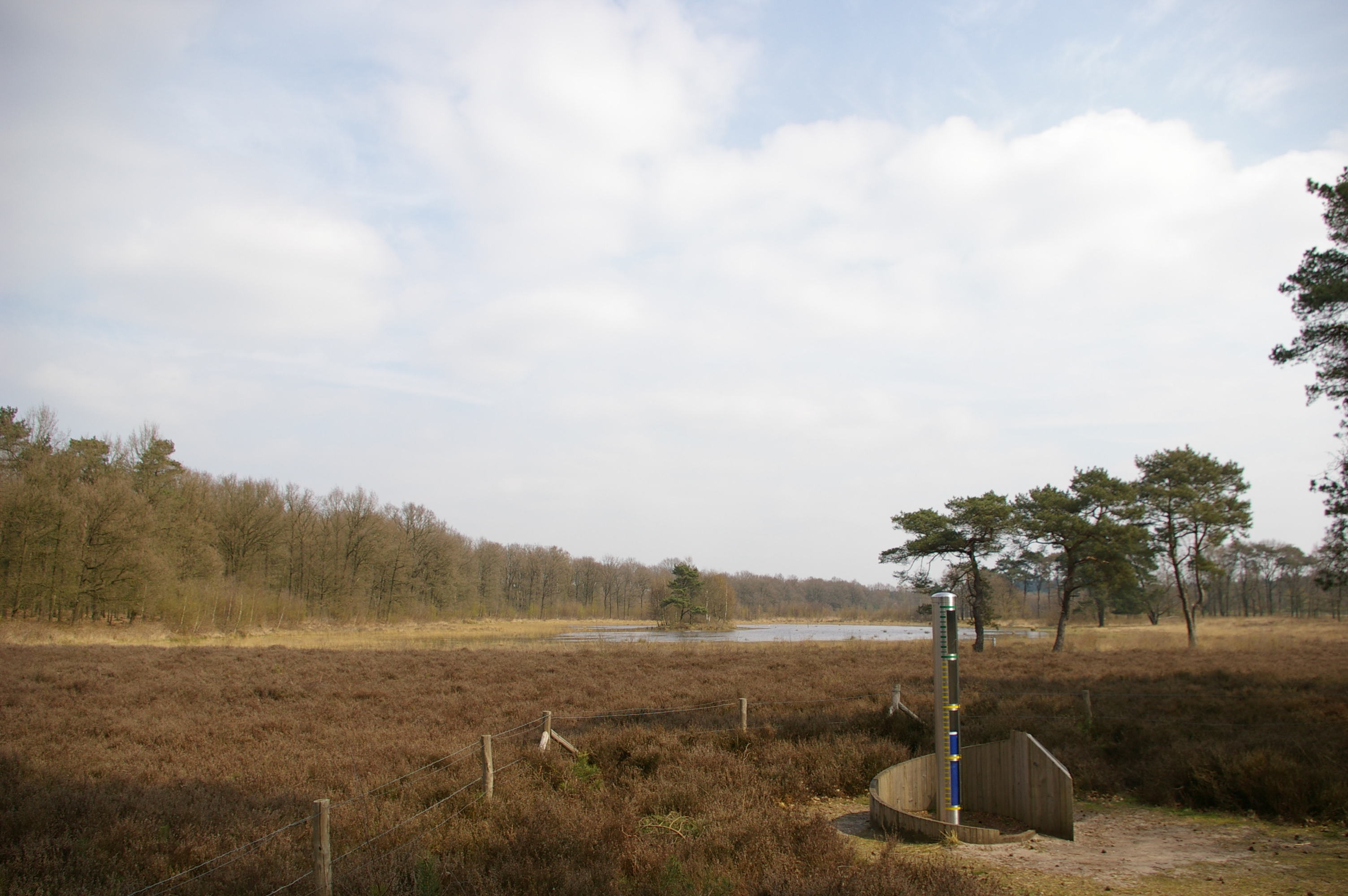
Lacul Egelmeer din Parcul Național Utrechtse Heuvelrug
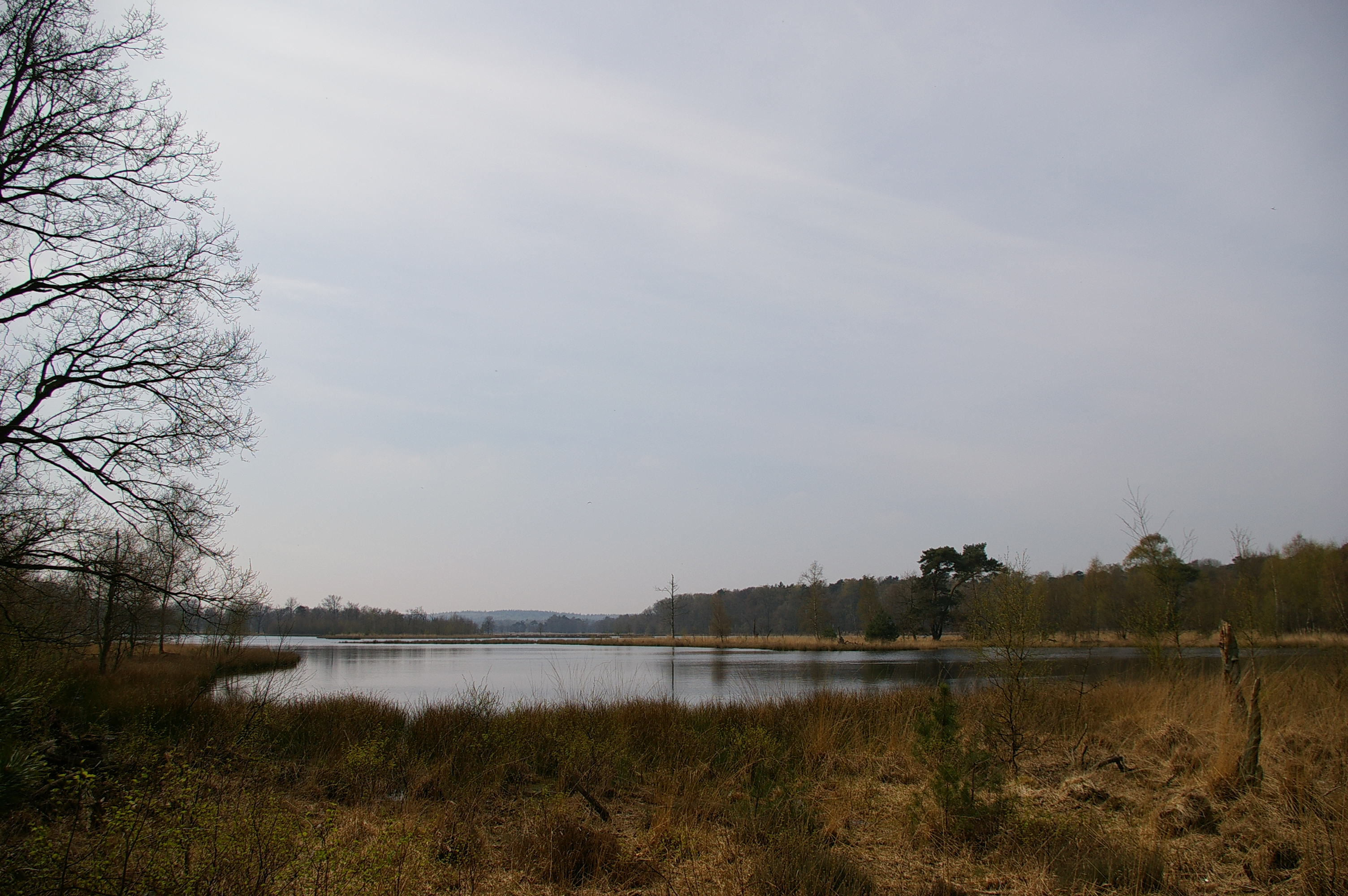
Lacul din pădurea Leersumse, în Parcul Național Utrechtse Heuvelrug